# Poupées d'argile
Poupées d'argile (arabe : عرائس الطين) est un film tunisien réalisé en 2002 par Nouri Bouzid.
Il a été soutenu par le Service allemand des églises évangéliques pour le développement (Evangelischer Entwicklungsdienst).

## Synopsis
Omrane, la quarantaine, ancien employé de maison, se sent affranchi en devenant courtier de filles de ménage, « bonnes à tout faire » qu'il transporte de son village natal — qui est célèbre pour ses femmes dépositaires du savoir-faire et de la technique de la poterie berbère — vers des familles de parvenus nouvellement installés dans les quartiers faussement huppés de la capitale. Il se porte garant devant les mères de la vertu et des mensualités de leurs filles.
Rebah, à la beauté rétive, la plus exubérante de ses recrues submergée par les rudes besognes ménagères et se sentant graduellement happée par la brise des délices de la vie et par le vent de la liberté, prend la poudre d'escampette. C'est alors qu'Omrane part à sa recherche à travers la ville sur son triporteur, accompagné de sa nouvelle recrue Fedhahe (9 ans). En attente de placement, la petite fille découvre la ville, pétrissant la motte d'argile emportée dans son balluchon et modelant des poupées qu'elle écrase une fois finies. Quand Omrane découvre Rebah, il la trouve enceinte. Tout va basculer dans leurs vies... Les remords d'Omrane, les vicissitudes de Rebah, l'argile pétrifiée entre les doigts de la petite Fedhahe, vont peut être ouvrir devant les trois personnages le chemin tant recherché... celui de la liberté comme la brise et le vent.

## Fiche technique
- Titre : Poupées d'argile
- Titre original : Araïs El Teïn
- Réalisation : Nouri Bouzid
- Scénario : Nouri Bouzid
- Montage : Caroline Emery, Anita Fernandez, Ingrid Ralet et Benoît Bruwier
- Images : Tarek Ben Abdallah et Gilberto Azevedo
- Son : Faouzi Thabet
- Musique : Rabii Zammouri
- Production : Nouri Bouzid (Nouveau Regard) et Hassen Daldoul (Touza Production)
- Pays d'origine : Tunisie
- Format : couleur (35 mm)
- Genre : drame
- Durée : 95 minutes

## Distribution
- Ahmed Hafiane : Omrane
- Hend Sabri : Rebeh
- Oumayma Ben Hafsia : Fedhah
- Lotfi Abdelli : Riva
- Manel Hamrouni
- Nahed Noureddine
- Amel Smaoui
- Najoua Zouhair
- Helmi Dridi

## Distinctions
- Grand Prix, Festival du cinéma africain de Khouribga, 2004
- Tanit d'argent et prix de la meilleure interprétation masculine, Journées cinématographiques de Carthage, 2002
- Bayard d'or de la meilleure comédienne et du meilleur comédien, Festival international du film francophone de Namur, 2002
- Prix du public, Festival des 3 Continents, 2002